# Луньков Артур Володимирович
Арту́р Володи́мирович Лунько́в — полковник ЗСУ, Заслужений працівник освіти України (2019).

## З життєпису
В 2012 році — начальник факультету аеромобільних військ та розвідки Національної академії сухопутних військ імені гетьмана Петра Сагайдачного.
Станом на листопад 2019 року — начальник відділу по роботі з особовим складом цієї ж академії.
Має патенти:
- «Допоміжна силова установка танка з гідрооб'ємним приводом запуску основного двигуна» (2014) (співавтори — Рудий Андрій Володимирович, Хаустов Дмитро Євгенович)
- «Спосіб блокування підвіски базової машини» (2015) (співавтори — Андрієнко Анатолій Михайлович, Козлинський Мирослав Петрович, Метлінський Олег Михайлович, Одосій Любомира Ігорівна).

## Нагороди та вшанування
- Указом Президента України № 683/2012 від 6 грудня 2012 року за «значний особистий внесок у зміцнення обороноздатності Української держави, зразкове виконання військового обов'язку, високий професіоналізм та з нагоди Дня Збройних Сил України» нагороджений орденом Богдана Хмельницького III ступеня[1].
- Указом Президента України № 878/2019 від 4 грудня 2019 року за «особисті заслуги у зміцненні обороноздатності Української держави, мужність і самовіддані дії, виявлені у захисті державного суверенітету та територіальної цілісності України, зразкове виконання військового обов'язку» відзначений званням Заслужений працівник освіти України[2].